# Epirhyssa diatropis
Epirhyssa diatropis là một loài tò vò trong họ Ichneumonidae.